# Елизаветино (Пензенская область)
Елизаветино — село в Мокшанском районе Пензенской области, административный центр Елизаветинского сельсовета. 

## Расположение
Расположено на берегу реки Мокша в 13 км на юго-запад от райцентра посёлка Мокшан.

## История
Основано в конце XVIII – начале XIX в. в составе Мокшанского уезда Пензенской губернии на земле Ивана Александровича Нарышкина (1761-1841) как приданное его дочери Елизавете. Перед отменой крепостного права – часть имения из двух сел (Богородское и Елизаветино) и двух деревень (Варварина, Панкратовка) помещика Михаила Федоровича Плаутина, у него здесь 1297 ревизских душ, 6 ревизских душ дворовых, все крестьяне на оброке (платили в год по 23 рубля с тягла), 370 дворов крестьян Плаутина в этих 4-х нас. пунктах на 450 десятинах усадебной земли (с огородами и конопляниками), у крестьян 5950 дес. пашни, 300 дес. сенокоса и 300 дес. выгона, у помещика 500 дес. удобной земли, в том числе леса и кустарника 250 дес. В 1877 г. в селе 103 двора, волостное правление, каменная церковь во имя Успения Божьей Матери (построена в 1857-60 гг.), 2 лавки. В конце 19 века в селе 183 баптиста и сторонника беглопоповской секты. В 1881 г. в селе открыто земское училище. В 1910 г. – центр Елизаветинской волости Мокшанского уезда, одна община, 162 двора, земская школа, 2 ветряные мельницы, кирпичный сарай, 3 лавки.
Храм во имя Успения Божией Матери начал строиться с колокольни, которая была окончена в 1852 году, а храм с трапезной - во второй половине 1850-х годов. В 1857 году освящен придел во имя Казанской иконы Божией Матери, в 1860 году - главный престол.
С 1928 года село являлось центром сельсовета Мокшанского района Пензенского округа Средне-Волжской области (с 1939 года — в составе Пензенской области). С 1943 года — в составе Нечаевского района. В 1955 г. – в составе Богородского сельсовета, центральная усадьба колхоза имени Куйбышева. С 1959 года — вновь в составе Мокшанского района. 

## Население
| 1864 | 1897 | 1910 | 1926  | 1930  | 1939 | 1959 |
| ---- | ---- | ---- | ----- | ----- | ---- | ---- |
| 694  | ↗704 | ↗843 | ↗1011 | ↗1097 | ↘673 | ↘274 |
| 1979 | 1989 | 1996 | 2002  | 2010  |      |      |
| ↗391 | ↗464 | ↗530 | ↘482  | ↘469  |      |      |

## Инфраструктура
В селе имеются начальная школа - детский сад, дом культуры, фельдшерско-акушерский пункт, отделение почтовой связи.

## Достопримечательности
В селе имеется действующая Церковь Успения Пресвятой Богородицы (1857).